# Elenco de Vale Tudo
Esta é a lista do elenco de Vale Tudo, telenovela brasileira produzida pela TV Globo e exibida originalmente de 16 de maio de 1988 a 6 de janeiro de 1989.

## Elenco
| Intérprete              | Personagem                         |
| ----------------------- | ---------------------------------- |
| Regina Duarte           | Raquel Gomes Accioli               |
| Glória Pires            | Maria de Fátima Accioli            |
| Antônio Fagundes        | Ivan Meirelles                     |
| Carlos Alberto Riccelli | César Ribeiro                      |
| Beatriz Segall          | Odete Almeida Roitman              |
| Renata Sorrah           | Helena Almeida Roitman (Heleninha) |
| Reginaldo Faria         | Marco Aurélio Cantanhede           |
| Cássio Gabus Mendes     | Afonso Almeida Roitman             |
| Lídia Brondi            | Solange Duprat                     |
| Nathalia Timberg        | Celina Aguiar Junqueira            |
| Adriano Reys            | Renato Fillipeli                   |
| Cássia Kis              | Leila Cantanhede                   |
| Pedro Paulo Rangel      | Audálio Candeias (Poliana)         |
| Lília Cabral            | Aldeíde Candeias                   |
| Cláudio Corrêa e Castro | Bartolomeu Meirelles               |
| Sérgio Mamberti         | Eugênio                            |
| Rosane Gofman           | Consuelo Galhardo                  |
| Marcos Palmeira         | Mário Sérgio Sanches Rodrigues     |
| Otávio Müller           | Sardinha                           |
| Cristina Prochaska      | Laís Amorim                        |
| Fábio Villa Verde       | Thiago Augusto Roitman Cantanhede  |
| Flávia Monteiro         | Fernanda                           |
| Marcello Novaes         | André Galhardo                     |
| Stephan Nercessian      | Jarbas Galhardo                    |
| Cristina Galvão         | Íris                               |
| Íris Bruzzi             | Eunice Meirelles                   |
| Maria Gladys            | Lucimar da Silva                   |
| João Camargo            | Freitas                            |
| Paulo Reis              | Olavo Jardim                       |
| Paula Lavigne           | Daniela Galhardo                   |
| Jairo Lourenço          | Luciano Mello                      |
| Renata Castro Barbosa   | Flávia                             |
| Lourdes Mayer           | Dona Pequenina                     |
| Fernando Almeida        | Hermenegildo (Gildo)               |
| Danton Mello            | Bruno Meirelles                    |
| Zeni Pereira            | Maria José                         |
| Paulo Porto             | Queiroz                            |
| Ana Lúcia Monteiro      | Marina                             |
| Rita Malot              | Marieta                            |
| Nara de Abreu           | Deise                              |
| Martha Linhares         | Suzana                             |

## Participações especiais
| Intérprete               | Personagem                 |
| ------------------------ | -------------------------- |
| Sebastião Vasconcelos    | Salvador Accioli           |
| Daniel Filho             | Rubens Corrêa (Rubinho)    |
| Lala Deheinzelin         | Cecília Cantanhede         |
| Dennis Carvalho          | William Cardoso MacPherson |
| Bia Seidl                | Marília Dias               |
| João Bourbonnais         | Walter Barbosa de Araújo   |
| Rogério Fróes            | Delegado Arnaldo           |
| Carlos Gregório          | Gérson                     |
| Zilka Salaberry          | Ruth                       |
| Edson Fieschi            | Carlos                     |
| Soraya Ravenle           | Ângela                     |
| Fábio Junqueira          | Fred                       |
| Mariana de Moraes        | Vera                       |
| Tereza Mascarenhas       | Cláudia                    |
| Ivan de Albuquerque      | Laudelino                  |
| Joyce de Oliveira        | Rosália                    |
| Ludoval Campos           | Fernando                   |
| Danton Jardim            | Marcondes                  |
| Lutero Luiz              | Seu Vargas                 |
| Adriana Esteves          | Maria Lúcia                |
| Humberto Martins         | Paulo                      |
| Marcos Waimberg          | Bernardo                   |
| Lina Fróes               | Ivete                      |
| Paulo César Grande       | Franklin                   |
| Paulo Rezende            | Vasco                      |
| Marcos Oliveira          | Ângelo                     |
| Paulo Villaça            | Gustavo                    |
| Roberto Frota            | Santana                    |
| Turíbio Ruiz             | Gomes                      |
| Maria Isabel de Lizandra | Marisa                     |
| Henri Pagnoncelli        | Marçal                     |
| Hemílcio Fróes           | Cardoso                    |
| Jaime Leibovitch         | Dr. Miguel                 |
| Maria Helena Velasco     | Hercília                   |
| Romeu Evaristo           | Bibinho                    |
| Tânia Boscoli            | Zenilda                    |
| Lu Grimaldi              | Clarice                    |
| Ivan de Almeida          | Sebastião                  |
| Chico Expedito           | Cunha                      |
| Walney Costa             | Detetive Veiga             |
| Marcos Manzano           | Príncipe Giovanni          |
| Marco Miranda            | Alfredo                    |
| Guilherme Corrêa         | Mirandinha                 |
| Ana Ariel                | amiga de Rute              |
| Monique Lafond           | Dolores                    |
| Xando Graça              | Pedrão                     |
| Orion Ximenes            | Taxista                    |